# 厄伊和隆比
厄伊和隆比（法語：Euilly-et-Lombut，法語發音：[œji e lɔ̃by]）是法国大東部大區阿登省的一个市镇，属于色当区。该市镇于1828年由原市镇厄伊（Euilly）和隆比（Lombut）合并而成。

## 地理
厄伊和隆比（49°37'45"N, 5°7'13"E）面积10.11 平方千米，位于法国大東部大區阿登省，该省份为法国北部内陆省份，西接埃纳省，南至马恩省，东临默兹省，北与比利时接壤。
与厄伊和隆比接壤的市镇（或旧市镇、城区）包括：卡里尼昂、泰泰涅、沃莱穆宗、杜济、穆宗。
厄伊和隆比的时区为UTC+01:00、UTC+02:00（夏令时）。

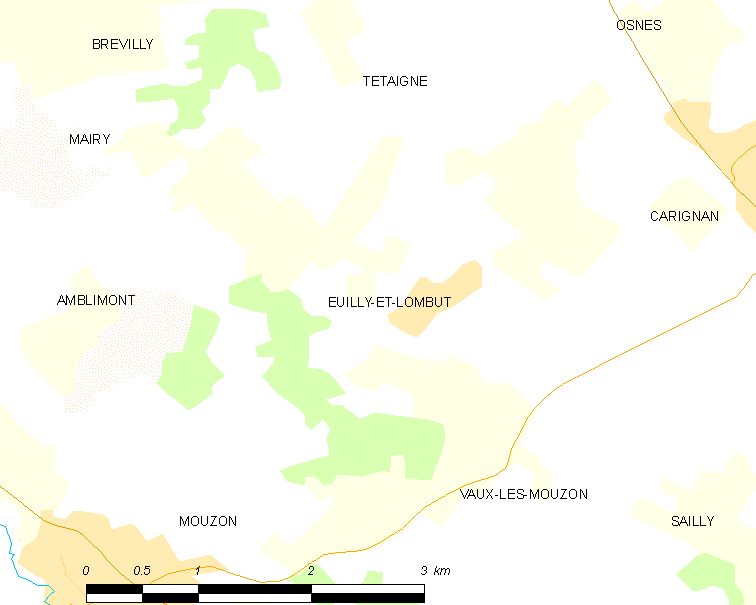
厄伊和隆比的OSM定位图

## 行政
厄伊和隆比的邮政编码为08210，INSEE市镇编码为08159。

## 政治
厄伊和隆比所属的省级选区为卡里尼昂县。

## 人口

1962-2008年间厄伊和隆比人口变化图示

厄伊和隆比于2022年1月1日时的人口数量为109人。